# Aurelio Fierro
Aurelio Fierro (Montella, 13 settembre 1923 – Napoli, 11 marzo 2005) è stato un cantante e attore italiano.

## Biografia
Era originario di Montella, in provincia di Avellino, appartenente a una famiglia di costruttori. A Montella uno zio aveva aperto nel 1932 un cinema-teatro. Era cugino del politico locale Attilio Fierro.
Si laureò negli anni quaranta in Ingegneria, ma nel 1951 vinse un concorso di voci nuove, primo su 600, che  gli consentì di firmare un contratto con la Durium, con cui avrebbe poi inciso una serie di canzoni in lingua napoletana e in italiano. Nel 1953 vinse con Rose, poveri rrose! il primo Festival di Castellammare di Stabia. Questo lo spinse a lasciare la professione di ingegnere per potersi dedicare alla musica. Il suo primo successo fu Scapricciatiello. Nel 1956 vinse il Festival di Napoli con Guaglione. La canzone gli diede fama internazionale, anche grazie alle numerose tournée che compì in USA e Canada. Fu tradotta in diverse lingue e la versione francese, Bambino, lo portò l'anno dopo all'Olympia di Parigi per 3 settimane, dal 22 maggio all'11 giugno, con un enorme successo, tanto che gli fu chiesto di prorogare lo show, ma l'imminente nascita del primo figlio gli impedì di rimanere. Raggiunse la grande popolarità nel 1957 con Lazzarella, scritta da Domenico Modugno. La canzone divenne colonna sonora dell'omonimo film in cui Fierro recitava al fianco di Luigi De Filippo, Tina Pica e Domenico Modugno.
Partecipò a sei Festival della canzone italiana di Sanremo (1958, 1959, 1961, 1962, 1963 e 1964) e a diverse edizioni del Festival di Napoli, vincendone quattro (1956, 1958, 1961, 1969) oltre a ottenere sei secondi e due terzi posti. Partecipò anche a varie edizioni di Canzonissima, ottenendo la vittoria nell'edizione del 1957 (chiamata Voci e volti della fortuna) con il brano Scapricciatiello. Una delle sue canzoni più note è 'A pizza, scritta da Alberto Testa e presentata al Festival di Napoli 1966, in coppia con Giorgio Gaber. Nel 1961 partecipò al Giugno della Canzone Napoletana.

Aurelio Fierro a Canzonissima 1968

Recitò in vari film, al fianco di Tina Pica, Pupella Maggio, Nino Manfredi, Sylva Koscina, Terence Hill. Tra gli altri, Caporale di giornata, Quel tesoro di papà, Ricordati di Napoli, Lazzarella, Serenatella sciuè sciuè. Nel 1996 interpretò il padre di Iaia Forte in Luna e l'altra di Maurizio Nichetti, film candidato quell'anno al Golden Globe.
Fu anche discografico, fondando e dirigendo l'etichetta discografica King, che ebbe tra i primi anni sessanta e la prima metà degli anni settanta importanza anche a livello nazionale, con gli artisti di punta Peppino Gagliardi e Enzo Del Forno.
Negli anni settanta fu consigliere comunale di Napoli per la Democrazia Cristiana. Nel 1972 si candidò alla Camera sempre con la DC, ottenendo ben 21.500 preferenze, che non furono però sufficienti ad essere eletto. Nel 1976, per commemorare la scomparsa del compositore Salvatore Mazzocco, la casa discografica Durium dedicò a quest'ultimo l'album La Napoli di Salvatore Mazzocco: cantano Aurelio Fierro, Mirna Doris, Mario Trevi.
Studioso della cultura e delle tradizioni partenopee, avrebbe voluto fondare un museo della canzone napoletana con annesso piccolo teatro per turisti, ma il progetto non andò in porto. Riuscì invece a pubblicare una Grammatica della lingua napoletana e, per la Rusconi con prefazione di Antonio Ghirelli, un libro di Fiabe e leggende napoletane.

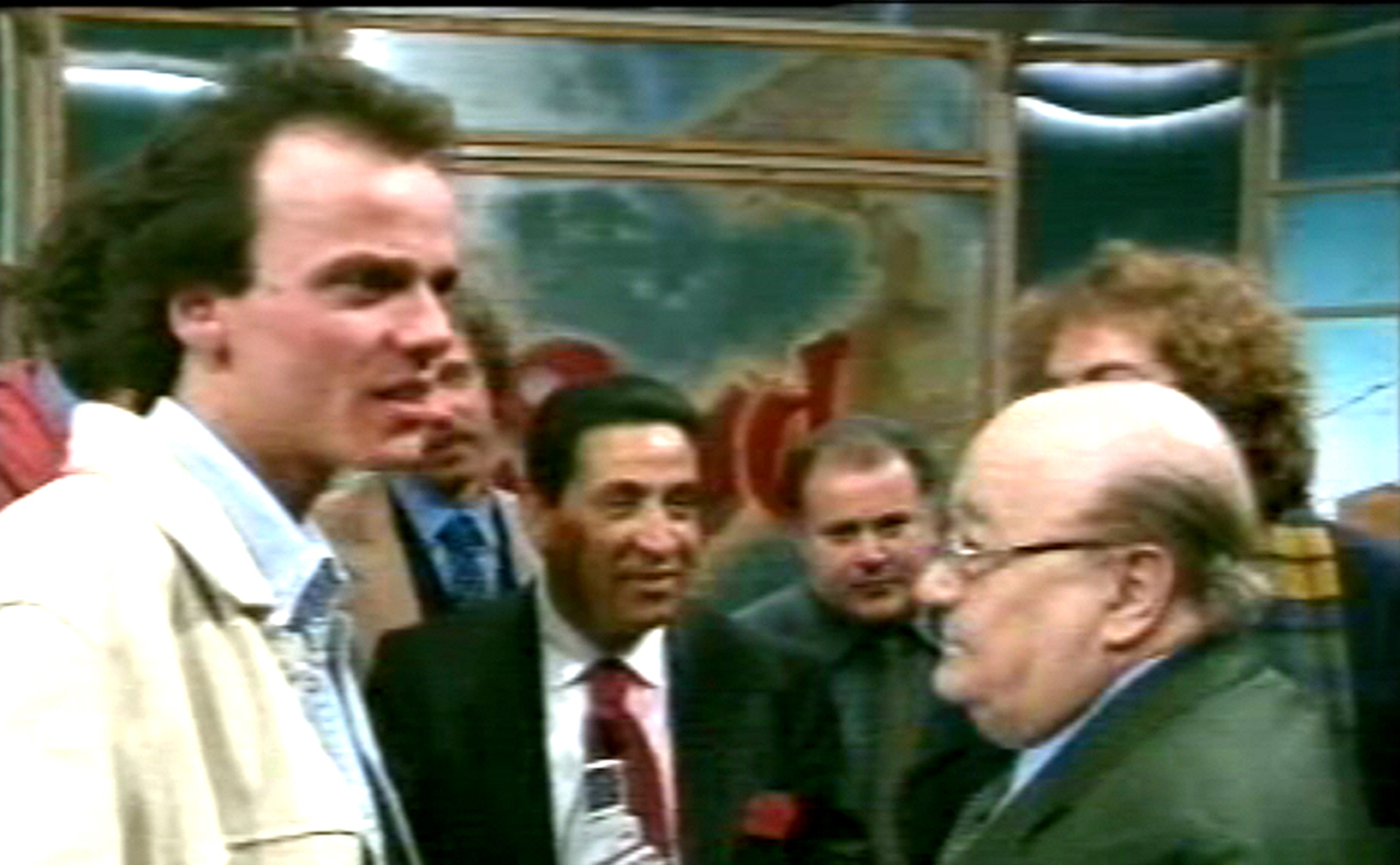
Gigi D'Alessio, Mario Trevi e Aurelio Fierro nel 1998

Per tutti gli anni novanta fu impegnato nella stesura di una Enciclopedia storica della canzone in quattro volumi, che non riuscì a dare alle stampe.
Nel 1986 aprì a Napoli, con la moglie, un ristorante e, nel 1996, una pizzeria.
Nei mesi di novembre e dicembre del 2000 fu in tournée in Giappone in 30 città per aprire l'anno di "Italy in Japan" e, visto il successo ottenuto, fu chiamato a chiudere l'anno con un'altra tournée in 18 città giapponesi. Nel 2002, con una delle sue ultime esibizioni, partecipò al premio Carosone. Morì nel 2005 colpito da ictus, e fu sepolto nella cappella di famiglia nel cimitero di Montella.
Il 27 settembre 2024, su Rai 3, Fierro è presente nel docufilm  'O Festivàl, dove, con artisti come Claudio Villa, Nunzio Gallo, Domenico Modugno, Ornella Vanoni, Mario Trevi e Peppino Di Capri, è testimone del Festival di Napoli attraverso filmati storici.

## Discografia

### 78 giri
- 1952 – Napoli addormentata/Primavera napoletana (Durium, A 9853)
- 1953 – Core 'e sapunariello/Chistu passu (Durium, A 10206)
- 1954 – Tutte le mamme/Con te (Durium, A 10308)
- 1955 – A zitella/Santa Lucia d'è piscature (Durium, A 10493)
- 1955 – Lettera a Napule/Nu vasillo (Durium, A 10494)
- 1955 – Torna al paesello/Le rose rosse (Durium, A 10495)
- 1955 – TA zitella/Santa Lucia d'è piscature (Durium, A 10496)
- 1955 – Miniera/Il tango delle capinere (Durium, A 10206)
- 1955 – Lucciole vagabonde/Come le rose (Durium, A 10661)
- 1956 – La vita è un paradiso di bugie/Due teste sul cuscino (Durium, A 10718)
- 1956 – Manname nu raggio 'e sole/Guaglione (Durium, A 10787)
- 1956 – A aplummella/A quaterna (Durium, A 10789)
- 1956 – Guaglione/Piccerella (Durium, A 10799)
- 1957 – Serenata sciuè sciuè/Io e Ciccio cha cha (Durium, A 10909)
- 1957 – Pupatè/Luna mezz'u mare (Durium, A 10911)
- 1957 – Cancello tra le rose/Corde della mia chitarra (Durium, A 10917)
- 1957 – Per una volta ancora/Scusami (canta Nella Colombo) (Durium, A 10919)
- 1957 – Lazzarella/Suonno e fantasia (Durium, A 10975)
- 1957 – Cantammola 'sta canzone! - Serenatella 'e maggio (Durium, A 10977)
- 1957 – O treno d'a fantasia/Stella marina (Durium, A 10979)
- 1958 – Felicità - Napule, sole mio! (Durium, A 10980)
- 1958 – L'ultimo raggio 'e luna/Malinconico autunno (Durium, A 10998)
- 1958 – Doppo pasca viene me pesca/A sonnambula (Durium, A 11026)
- 1958 – Giuro d'amarti così/Fragole e cappellini (Durium, A 11115)
- 1958 – Nel blu dipinto di blu/Timida serenata (Durium, A 11116)
- 1958 – La canzone che piace a te/...... (Durium, A 11133)
- 1958 – Rosì tu sei l'ammore/Vurria (Durium, A 11173)
- 1958 – Nun fa cchiù a frangese/Mandulino d'o TexaS (Durium, A 11174)
- 1959 – Firenze sogna/Serenata sincera (Durium, DC 16531)
- 1959 – Santa Lucia luntana/O mare e Margellina (Durium, DC 16542)
- 1959 – I te vurria vasà/Tu ca nun chiagne (Durium, DC 16543)
- 1959 – Napule ca se ne va/Piscatore e Pusilleco (Durium, DC 16545)
- 1959 – Balocchi e profumi/Qualche filo bianco hai (Durium, DC 16546)
- 1959 – Buongiorno tristezza/Incantatello (Durium, DC 16577)
- 1959 – Serenata cortese/Polvere (Durium, DC 16587)

### 45 giri
- 1955 – 'O surdato 'nnammurato/'O mare 'e Mergellina (Durium, Ld A 6006)
- 1955 – 'O Nzisto/Spatella 'argiento (Durium, Ld A 6011)
- 1955 – Scapricciatiello/'A ze' maesta (Durium, Ld A 6012)
- 1956 – La vita è un paradiso di bugie/Nota per nota (Durium, Ld A 6041)
- 1956 – Guaglione/Dincello tu (Durium, Ld A 6053)
- 1957 – Corde della mia chitarra/Usignolo (Durium, Ld A 6075)
- 1957 – Invocazione a Maria SS. di Montevergine parte 1^/Invocazione a Maria SS. di Montevergine parte 2^ (Durium, Ld A 6081)
- 1957 – Io e Cjiccio cha cha/Serenatella sciè sciè (Durium, Ld A 6082)
- 1957 – Lucianella/Chella là (Durium, Ld A 6083)
- 1957 – Lazzarella/Napule, sole mio (Durium, Ld A 6102)
- 1957 – Serenatella 'e maggio/Luna parlante (Durium, Ld A 6106)
- 1957 – Mister Napule/'A sunnambula (Durium, Ld A 6151)
- 1957 – Come pioveva/Signorinella (Durium, Ld A 6152)
- 1957 – Parlami d'amore Mariù/La canzone dell'amore (Durium, Ld A 6153)
- 1957 – Miniera/Il tango delle capinere (Durium, Ld A 6154)
- 1957 – Guappetiello 'e tutte 'e ssere/Pazzagliona (Durium, Ld A 6169)
- 1958 – Mambo toscano/La macchina ce l'hai (Durium, Ld A 6200)
- 1958 – La canzone che piace a te/Timida serenata (Durium, Ld A 6209)
- 1958 – Fragole e cappellini/Nel blu dipinto di blu (Durium, Ld A 6210)
- 1958 – Piemontesina/Portami tante rose (Durium, Ld A 6233)
- 1958 – Tango del mare/Reginella campagnola (Durium, Ld A 6234)
- 1958 – Calypso melody/Calypso italiano (Durium, Ld A 6255)
- 1958 – Rosì tu sei l'ammore/Vurria (Durium, Ld A 6273)
- 1958 – Giulietta e Romeo/Sincerità (Durium, Ld A 6275)
- 1958 – Tuppe, tuppe, Mariscia'/Torna a vuca' (Durium, Ld A 6276)
- 1958 – Fili d'oro/Addio signora (Durium, Ld A 6319)
- 1958 – Amor di pastorello/Cara piccina (Durium, Ld A 6320)
- 1958 – Le rose rosse/Torna al paesello (Durium, Ld A 6321)
- 1958 – Capinera/Reginella (Durium, Ld A 6322)
- 1958 – Domandalo a mammà/Fravulella (Durium, Ld A 6352)
- 1958 – Rondine al nido/Non ti scordar di me (Durium, Ld A 6366)
- 1958 – Tic-ti tic-ta/Come le rose (Durium, Ld A 6367)
- 1958 – Canti nuovi/Stornelli dell'aviatore (Durium, Ld A 6368)
- 1958 – Vipera/Pallida mimosa (Durium, Ld A 6369)
- 1958 – Dduje paravise/Un'ora sola ti vorrei (Durium, Ld A 6393)
- 1958 – Come una coppa di champagne/Scettico blues (Durium, Ld A 6415)
- 1958 – Spazzacamino/Lucciole vagabonde (Durium, Ld A 6416)
- 1958 – Ivonne/Abat-jour (Durium, Ld A 6417)
- 1959 – Qualche filo bianco/Balocchi e profumi (Durium, Ld A 6446)
- 1959 – Partir con te/Lì per lì (Durium, Ld A 6471)
- 1959 – Io sono il vento/Avevamo la stessa età (Durium, Ld A 6472)
- 1959 – Accussi'/Ammore celeste (Durium, Ld A 6572)
- 1959 – Vieneme 'nzuonno/Napule 'ncopp'a luna (Durium, Ld A 6577)
- 1960 – Il mare/Libero (Durium, Ld A 6740)
- 1960 – Silenzio cantatore/'O marenariello (Durium, Ld A 6756)
- 1960 – Pellegrinaggio per S. Gerardo di Caposele parte 1^/Pellegrinaggio per S. Gerardo di Caposele parte 2^ (Durium, Ld A 6759)
- 1960 – Gina mia/Il solletico (Durium, Ld A 6784)
- 1960 – Piove, piove, piove/E uno, e due, e tre (Durium, Ld A 6785)
- 1960 – Lacreme napulitane/Luna rossa (Durium, Ld A 6797)
- 1960 – Maria Marì/Napule ca se ne va (Durium, Ld A 6798)
- 1960 – Invocazione alla Madonna dell'arco parte 1^/Invocazione alla Madonna dell'arco parte 2^ (Durium, Ld A 6799)
- 1960 – Uè uè, che femmena/Sti 'mmane... (Durium, Ld A 6822)
- 1960 – Serenata a Margellina/Nuvole (Durium, Ld A 6823)
- 1960 – Lunarella/Ammore, appuntamento mio! (Durium, Ld A 6939)
- 1960 – Paese mio/Nu vasillo a pezzechillo (Durium, Ld A 6940)
- 1960 – Donna/Passa la ronda (Durium, Ld A 6949)
- 1960 – La violetera/Appassionatamente (Durium, Ld A 6950)
- 1960 – Chitarra romana/Campane (Durium, Ld A 6996)
- 1960 – Violino tzigano/Fiocca la neve (Durium, Ld A 6997)
- 1961 – Cielo!/'O tesoro (Durium, Ld A 7051)
- 1961 – Tu si 'a malincunia/Pi-Rikì-Kukè (Durium, Ld A 7075)
- 1961 – 'O cunfessore/Tutta 'a famiglia (Durium, Ld A 7076)
- 1961 – Povero Masaniello/T'aspetto tutt''e ssere (Durium, Ld A 7084)
- 1961 – Invocazione al SS. Salvatore parte 1^/Invocazione al SS. Salvatore parte 2^ (Durium, Ld A 7088)
- 1961 – Du stehst in meinem sternen (Tu sì 'a malincunia)/Tutta 'a famiglia (Durium, Ld A 7123)
- 1962 – Ferriera/Signora Illusione (Durium, Ld A 7142)
- 1962 – Chiesetta alpina/Fontane (Durium, Ld A 7143)
- 1962 – Lui andava a cavallo/Cipria di sole (Durium, Ld A 7144)
- 1962 – Ladra/Ciondolo d'or (Durium, Ld A 7194)
- 1962 – Serenata malandrina/Pulecenella twist (Durium, Ld A 7204)
- 1963 – Peppino 'o suricillo/Maurizio (King, AFK 56000)
- 1963 – Occhi neri e cielo blu/La ballata del pedone (King, AFK 56001)
- 1963 – Un cappotto rivoltato/Non costa niente (King, AFK 56002)
- 1963 – 'O marenaro/Zappatore (King, AFK 56003)
- 1963 – Carcere/'A legge (King, AFK 56004)
- 1963 – 'O festino/Carcerato (King, AFK 56005)
- 1963 – Bossanova italiano/Ho rubato la luna (King, AFK 56009)
- 1963 – Quanto me piace/L'ammore è nu murzillo sapurito (King, AFK 56011)
- 1963 – Scugnezziello/Ma che parlo a fà (King, AFK 56012)
- 1963 – Maria yè yè/Tango napoletano (King, AFK 56013)
- 1963 – Preghiera napulitana/Limbo napoletano (King, AFK 56014)
- 1963 – 'O capitone/A cantata d'e pasture (King, AFK 56018)
- 1964 – Sole, pizza e amore/Balliamo il tango (King, AFK 56019)
- 1964 – Torna al tuo paesello/Partire (King, AFK 56021)
- 1964 – Vivere/La mia canzone al vento (King, AFK 56023)
- 1964 – Che mi tuffo a far.../'O bikine/Che caldo (King, AFK 56026)
- 1964 – Mo (me ne vaco a Pusilleco)/Canzona profumata (Bella...bel) (King, AFK 56030)
- 1964 – Maria Carmela/Fidanzata su misura) (King, AFK 56031)
- 1964 – Nun m'abbraccià/L'eterno caporale (King, AFK 56032; lato A cantato insieme a Mirna Doris)
- 1964 – Hully gully paesano/La gonna scozzese (King, AFK 56033)
- 1964 – Lazzarella/Tu sì a malincunia (King, AFK 56035)
- 1965 – Tanti auguri a te/Buon anno... buona fortuna... (Durium, Ld M 7401)
- 1965 – Si 'a gente se facesse 'e fatte suoje.../Totonno 'o nirone (King, AFK 56041)
- 1965 – Serenata all'acqua 'e mare/Vulesse nu favore (King, AFK 56042)
- 1966 – Brigadiere mio/'O re 'e ll'ammore (King, AFK 56051)
- 1966 – 'A pizza/'Na guagliona ye' ye' (King, AFK 56053)
- 1966 – Femmene e tammorre/Fatta apposta pe fà nnammurà (King, AFK 56056)
- 1966 – A risa/Ah l'ammore che ffa fa (King, AFK 56060)
- 1967 – Pulecenella 'o core 'e Napule/'A minigonna (King, AFK 56066)
- 1967 – Mare pittato 'e luna/Sbagliasse maie 'na vota (King, AFK 56067)
- 1967 – 'O matusa/'O vesuvio (King, AFK 56073)
- 1968 – E voga gondolier/Una gondola d'amor (King, AFK 56078)
- 1968 – 'O trapianto/'O timido (King, AFK 56080)
- 1968 – Ricordo 'e maggio/Stornellaccio beat (King, AFK 56086)
- 1969 – Giuvanne simpatia/Vocca busciarda (King, AFK 56102)
- 1969 – Preghiera a 'na mamma/Non c'è due senza tre (King, AFK 56103)
- 1971 – Bello 'e papà/'O pizzo a riso (King, NSP 56125)

### EP
- 1956 – 'O nfinfero/'O sciupafemmene/Vienetenne a Positano/'O ritratto 'e Nanninella (Durium, ep A 3021)
- 1956 – IV Festival della Canzone napoletana   (Manname 'nu raggio 'e sole/'A palummella/Guaglione/'A quaterna) (Durium, ep A 3032)
- 1957 – Le canzoni della fortuna (Buon anno...buona fortuna/Addio sogni di gloria/Scapricciatiello/Serenatella sciuè sciuè) (Durium, ep A 3048)
- 1957 – 'Na sera 'e maggio/Come facette mammeta/Passione/Funiculì funiculà (Durium, ep A 3052)
- 1957 – Aurelio Fierro ed i suoi solisti n°2 (Marechiaro/'O marenariello/Santa Lucia/Core 'ngrato) (Durium, ep A 3053)
- 1957 – V Festival della Canzone napoletana   (Lazzarella/Storta va...deritta vene/Cantammola 'sta canzone/L'ultimo raggio 'e Luna) (Durium, ep A 3055)
- 1957 – V Festival della Canzone napoletana   (Felicità/Napule, sole mio!/Malinconico autunno/Nnammurate dispettuse) (Durium, ep A 3058)
- 1957 – Piedigrottissima 1957   ('A sunnambula/Nanassa/Guappetiello 'e tutte 'e ssere/Serenata a Carolina) (Durium, ep A 3072)
- 1957 – Ma che guaglione/Maliziusella/'A pizza c''a pummarola/Tu vuò fa l'americano (Durium, ep A 3075)
- 1958 – Aurelio Fierro a Sanremo   (Timida serenata/La canzone che piace a te/Fragole e cappellini/Nel blu dipinto di blu)  (Durium, ep A 3083)
- 1958 – Canzoni di altri tempi N° 1 (La canzone dell'amore/Fili d'oro/Signorinella/Reginella) (Durium, ep A 3094)
- 1958 – Calypso sotto la pioggia/Calypso melody/Calypso serenade/Calypso italiano (Durium, ep A 3102)
- 1958 – VI Festival della Canzone napoletana N°1   (Vurria/Mandulino d'o Texas/Nun fa cchiù a frangese/Giulietta...e Romeo) (Durium, ep A 3107)
- 1958 – VI Festival della Canzone napoletana N°2   (Suonno a Marechiare/Tuppe, tuppe Mariscià/'O cantastorie/Rosì tu sei l'ammore) (Durium, ep A 3108)
- 1958 – Canzoni di altri tempi N° 4 (Le rose rosse/Tic-Ti Tic-Ta/Non ti scordar di me/Rondine al nido) (Durium, ep A 3114)
- 1958 – Canzoni di altri tempi N° 5 (Reginella campagnola/Capinera/Portami tante rose/Torna al paesello) (Durium, ep A 3122)
- 1958 – Canzoni di altri tempi N° 6 (Vipera/Lucciole vagabonde/Stornelli dell'aviatore/Canti nuovi) (Durium, ep A 3123)
- 1958 – Canzoni di altri tempi N° 7 (Spazzacamino/Abatjour/Miniera/Scettico blues) (Durium, ep A 3130)
- 1959 – Sanremo 1959 (Lì per lì/Io sono il vento/Avevamo la stessa età/Piove) (Durium, ep A 3144)
- 1959 – Festival di Napoli 1959   (Solitudine/Sta miss 'nciucio/Accussì/Suttanella e Cazunciello) (Durium, ep A 3166)
- 1959 – Canzoni di altri tempi N° 9 (Gina mia/Il solletico/Piove, piove, piove/E uno, e due, e tre) (Durium, ep A 3217)
- 1960 – Festival di Napoli 1960 ('Sti 'mmane.../Stasera si!/'E rrose e tu/Serenatella c''o si e c''o no) (Durium, ep A 3230)
- 1960 – Canzoni di altri tempi N° 10 (Passa la ronda/La Violetera/Appassionatamente/Donna) (Durium, ep A 3255)
- 1961 – Canzoni di altri tempi N° 11 (Chitarra romana/Campane/Fiocca la neve/Violino tzigano) (Durium, ep A 3269)
- 1961 – Aurelio Fierro e Mario Trevi al "Giugno della Canzone napoletana 1961"   (Cielo!/'O tesoro/Mare verde/È napulitana) (Durium, ep A 3276)
- 1963 – Canzoni di altri tempi N° 12 (Ferriera/Fontane/Signora Illusione/Chiesetta alpina) (Durium, ep A 3295)
- 1963 – Canzoni di altri tempi N° 13 (Ladra/Qualche filo bianco/Ciondolo d'oro/Balocchi e profumi) (Durium, ep A 3303)
- 1966 – Guagliune 'e malavita/Guapparia/Purtateme 'ngalera/Brigadiere mio (King, EFK/P 060003)

### Album
- 1955 – Melodie del Golfo - Prima raccolta (Durium, ms Al 509)
- 1955 – Melodie del Golfo - Seconda raccolta (Durium, ms Al 510)
- 1955 – Canzoni d'altri tempi - Prima raccolta (Durium, ms Al 518)
- 1956 – 5º Festival della canzone - Sanremo 1955 (Durium, ms Al 524; con Flo Sandon's e Bruno Rosettani)
- 1956 – Melodie del Golfo - Terza raccolta (Durium, ms Al 526)
- 1956 – Melodie del Golfo - Quarta raccolta (Durium, ms Al 546)
- 1956 – Canzoni d'altri tempi - Seconda raccolta (Durium, ms Al 548)
- 1956 – Canzoni d'altri tempi - Terza raccolta (Durium, ms Al 562)
- 1956 – 4º Festival della Canzone Napoletana 1956 (Durium, ms Al 565)
- 1957 – V Festival della canzone napoletana - 1957 (Durium, ms Al 578; con Olga Pizzi ed Enza Dorian)
- 1957 – Piedigrotta 1957 (Durium, ms Al 587)
- 1958 – Canzoni d'altri tempi - Quarta raccolta (Durium, ms Al 593)
- 1958 – VI Festival della canzone napoletana (Durium, ms Al 594)
- 1959 – Canzoni di successo (Durium, ms A 77011)
- 1959 – Canzoni napoletane celebri (Durium, ms A 77025)
- 1960 – Canzoni d'altri tempi - Prima raccolta (Durium, ms Al 77028; ristampa di ms Al 518)
- 1960 – Canzoni d'altri tempi - Seconda raccolta (Durium, ms Al 77047; ristampa di ms Al 548)
- 1961 – Canzoni d'altri tempi - Terza raccolta (Durium, ms Al 77058; ristampa di ms Al 562)
- 1962 – Canzoni d'altri tempi - quarta raccolta (Durium, ms Al 77064)
- 1963 – Napoli d'altri tempi (King, LFK 0062000)
- 1963 – Canzoni della nostalgia (King, LFK 0062001)
- 1963 – 10 anni di successo (King, LFK 0062002)
- 1964 – La sceneggiata napoletana (King, LFK 0062003)
- 1964 – Guapparia (King, LFK 0062004)
- 1966 – Una spaghettata di canzoni... Come dico io! (King, LFK 0062006)
- 1967 – Napoli in allegria (King, LFK 0062007)

## Filmografia

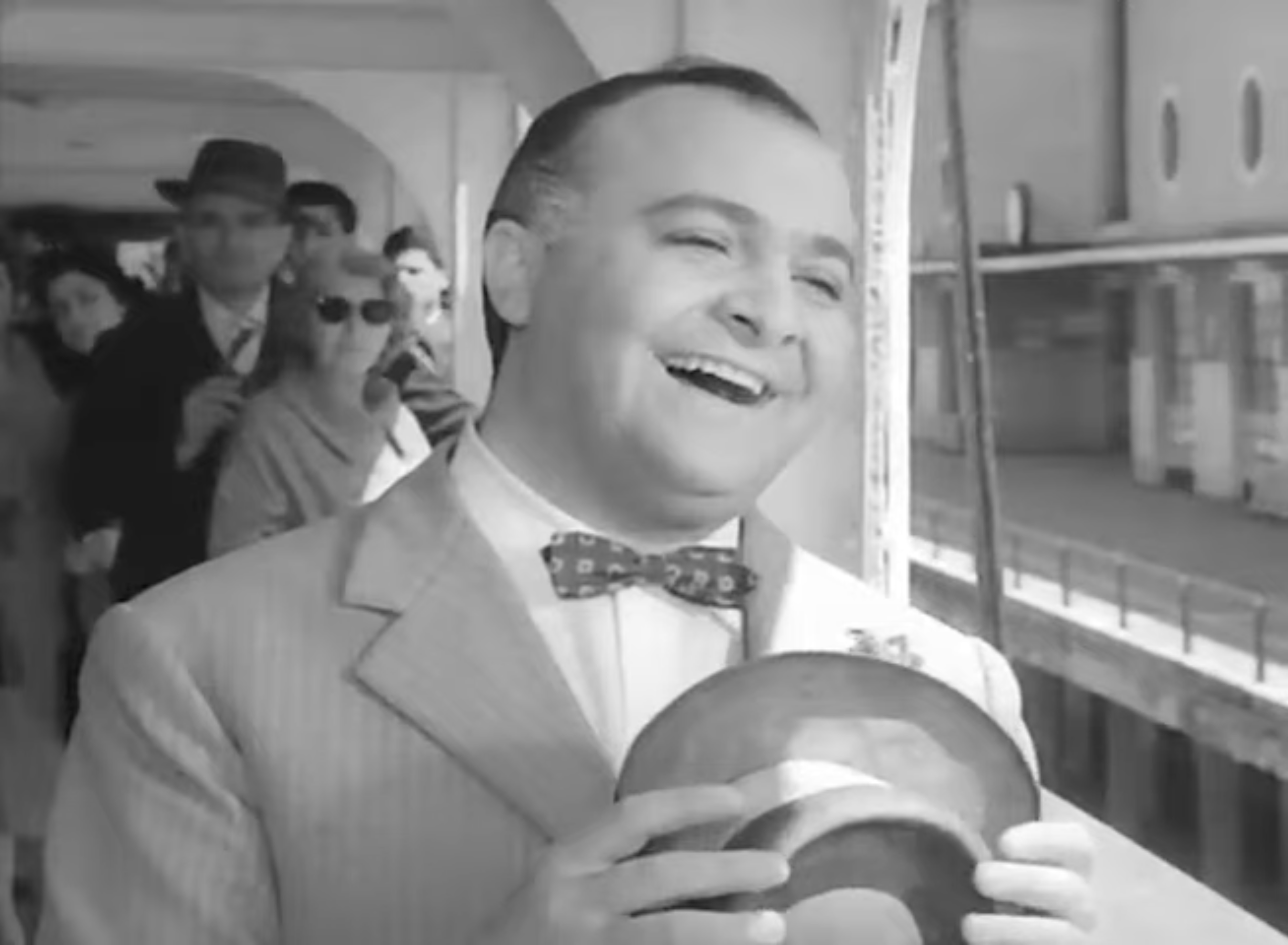
Aurelio Fierro in Quel tesoro di papà (1959)

- Lazzarella, regia di Carlo Ludovico Bragaglia (1957)
- Tuppe tuppe, Marescià!, regia di Carlo Ludovico Bragaglia (1958)
- Serenatella sciuè sciuè, regia di Carlo Campogalliani (1958)
- Sorrisi e canzoni, regia di Luigi Capuano (1958)
- Ricordati di Napoli, regia di Pino Mercanti (1958)
- Quando gli angeli piangono, regia di Marino Girolami (1958)
- L'ultima canzone, regia di Pino Mercanti (1958)
- Caporale di giornata, regia di Carlo Ludovico Bragaglia (1958)
- Le donne ci tengono assai, regia di Antonio Amendola (1959)
- Quel tesoro di papà, regia di Marino Girolami (1959)
- Destinazione Sanremo, regia di Domenico Paolella (1959)
- Luna e l'altra, regia di Maurizio Nichetti (1996)
- Aitanic, regia di Nino D'Angelo (2000)

## Doppiatori
- Carlo Romano in Lazzarella
- Mario Colli in Quel tesoro di papà

## Opere
- Grammatica della lingua napoletana con prefazione di Antonio Ghirelli, Rusconi Libri, 1989
- Fiabe e leggende napoletane, Rusconi Libri, 1995